# Yarrawarrah, New South Wales
Yarrawarrah este o suburbie în Sydney, Australia.